# Jean-Louis Petit (Mediziner)

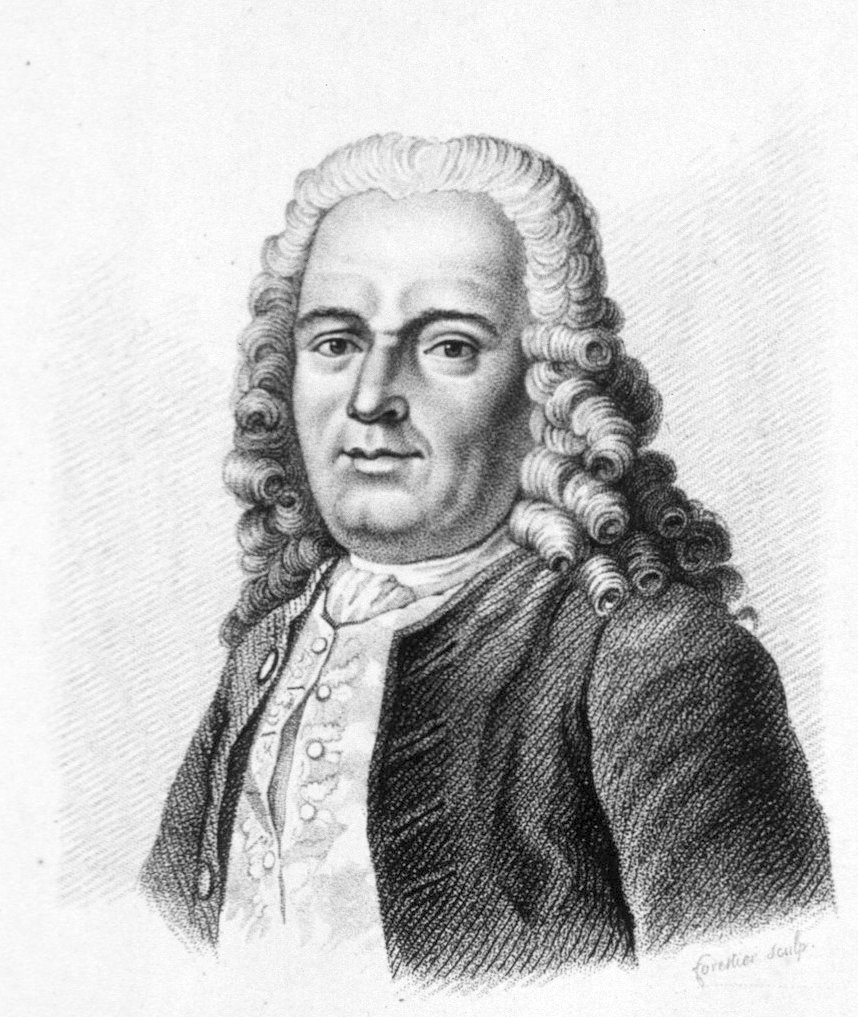
Jean-Louis Petit

Jean-Louis Petit (* 13. März 1674 in Paris; † 20. April 1750 ebenda) war ein französischer Chirurg und Anatom. Er lehrte neben Henry François Le Dran an der Académie royale de Chirurgie in Paris und gilt als Erfinder der Blutsperre, für die er einen speziellen Apparat entwickelte. Petit war der erste Chirurg, der planmäßige Operationen an der Gallenblase durchführte. Er vertrat mit Nachdruck den pathologisch-anatomischen Standpunkt in der Chirurgie.
Bereits mit zwölf Jahren hatte sich Petit anatomisches Wissen in Lehrveranstaltungen von Alexis Littré erworben, für den er auch als Prosektor und Repetitor tätig war. 1690 studierte er Chirurgie am Hôpital de la Charité, wo Georges Mareschal sein akademischer Lehrer war.
Petit wurde, nachdem er ab 1692 in der Armee gedient hatte, 1700 in Paris zum Magister, maîtrise für Chirurgie ernannt und gab Privatunterricht in Anatomie und Chirurgie. 1715 wurde er Mitglied der Académie royale des sciences. Mit Gründung der Académie royale de Chirurgie wurde Petit von Louis XV. zu deren Direktor ernannt.
Petit gilt als Pionier der Gallenblasenchirurgie, mit der er sich bereits 1733 beschäftigt hatte. Im Jahr 1743 publizierte er detailliert zum Unterschied von Gallenblasenektasie und Leberabszess. Petit erläutert zudem die Möglichkeit zur operativen Eröffnung einer erweiterten Gallenblase durch Punktion bzw. Inzision, worüber auch eine „Lithotomie“ (Entfernung der Gallensteine) erfolgen kann.
Für die seinerzeit neue Lehrmeinung, dass der Graue Star eine Trübung der Augenlinse ist, setzte er sich engagiert ein. Er entdeckte zudem den nach ihm benannten Petitschen Kanal des Auges. Jean-Louis Petit war auch Autor einer Abhandlung über Knochenerkrankungen (L’Art de guérir les maladies des os), in welcher er die Behandlung von Verrenkungen und Brüchen mittels einer neuen Maschine beschrieb. Zwölf Jahre arbeitete er an einem Werk über chirurgische Erkrankungen (Traité des maladies chirurgicales et des opérations qui leur conviennent), welches jedoch erst 1790 durch François Dominique Lesné fertiggestellt und veröffentlicht wurde.
Das Trigonum lumbale wird nach Petit auch als Petit-Dreieck bezeichnet.
Jean-Louis Petit beschrieb als Erster komplett die Epiduralblutung mit ihrem symptomfreien Intervall und ihrer Behandlung durch Trepanation. Außerdem legte er das erste Konzept zur operativen Behandlung von Brustkrebs vor, welches jedoch erst 24 Jahre nach seinem Tode veröffentlicht wurde.

## Schriften (Auswahl)
- Remarques sur les tumeurs formées par la bile retenue dans la vesicule du fiel et qu’on a souvent prises pour des abscès au foye. In: François de la Peyronie (Hrsg.): Mémoires de l’académie royale de chirurgie. Band 1. Académie Royale de Chirurgie, 1743.
- Joh. Ludewig Petit: Abhandlung von denen Kranckheiten derer Knochen am menschlichen Leibe. Ambrosius Haude, 1743 (Volltext in der Google-Buchsuche).
- Traité des maladies chirurgicales et des opérations qui leur conviennent. Ouvrage posthume de M. J. L. Petit. P. Fr. Didot le jeune, Paris 1774.
- Oeuvres complètes de J.L. Petit. Maladies des os, maladies chirurgicales. Prévost, Paris 1844.